# 鎮西堡
鎮西堡（泰雅語：Cinsbu）意為「第一道曙光最早照到的地方」，位於台灣新竹縣尖石鄉後山高海拔（海拔約1700公尺）的一個泰雅族部落。

## 部落概況
與司馬庫斯一樣，位處深山交通不便，編屬於尖石鄉秀巒村第9鄰，塔克金溪左岸。距離新光部落約2公里，離內灣老街約50公里，車程大概1小時47分鐘，會路經秀巒檢查哨。

## 伐林事件
1986年林務局砍光五峰鄉原始林後，計畫把伐木線轉向尖石鄉的秀巒，當地泰雅族為守護傳統領域，鎮西堡與新光部落兩社族人聯合起來，群集林務局秀巒工作站，以「砍一棵樹、償一條命」的口號，進行「瀕臨武力邊緣」的抗爭，最後使林務局撤回伐木計劃，成功保留這片巨木森林。 
但在2014年又有山老鼠連續以挖洞方式盜伐鎮西堡神木步道附近之紅檜，當地居民不滿政府無能護林，鎮西堡部落會議決議在主要林道上設柵門夜間封山來解決。